# بئرا
بئرا (به لاتین: Bera) یک منطقهٔ مسکونی در بنگلادش است که در ناحیه پابنا واقع شده‌است. بئرا ۲۴۸٫۶ کیلومتر مربع مساحت و ۲۰۸٬۸۹۷ نفر جمعیت دارد.